# كليمنت في. روجرز
كليمنت في. روجرز هو قاضي وسياسي أمريكي، ولد في 1839 في وستفيل في الولايات المتحدة، وتوفي في 1911.